# Associazione Calcio Monza 2019-2020
Questa voce raccoglie le informazioni riguardanti l'Associazione Calcio Monza nelle competizioni ufficiali della stagione 2019-2020.

## Stagione
Nella stagione 2019-2020 il Monza vince il girone A del campionato di Serie C e torna in serie B a 19 anni dall'ultima presenza. In Coppa Italia il club brianzolo supera i primi due turni con Alessandria e Benevento, prima di essere eliminato dalla Fiorentina. In campionato il Monza parte alla grande, al termine del girone di andata guida la classifica con 46 punti, 10 di vantaggio sul Pontedera. Poi a fine febbraio arriva la sospensione del torneo. L'ufficialità della promozione è giunta l'8 giugno 2020, al termine del Consiglio Federale che ha omologato le classifiche dei tre gironi della Serie C, i cui calendari non hanno potuto essere completati a causa della pandemia da Covid-19. Al momento della sospensione del torneo, fine febbraio 2020, la formazione brianzola allenata da Cristian Brocchi era in testa con 16 punti di vantaggio sulla Carrarese, a parità di 27 incontri giocati, sui 38 in programma.

## Divise e sponsor
Lo sponsor tecnico per la stagione 2019-2020 è Lotto mentre gli sponsor ufficiali sono Edison (dalla 15ª giornata) posizionato davanti. Presenti sulla maglia anche gli sponsor di Dell'Orto dietro e di Radio 105 sulla manica.
| Casa | Trasferta | Terza divisa |

## Organigramma societario

### Organigramma
Dal sito internet ufficiale della società.
- Proprietario: Silvio Berlusconi (tramite Fininvest S.p.A.)
- Presidente: Paolo Berlusconi
- Amministratore delegato: Adriano Galliani
- Direttore Sportivo: Filippo Antonelli Agomeri
- Direttore operativo: Daniela Gozzi
- Segreteria generale: Davide Guglielmetti
- Team manager e Addetto stampa: Marco Ravasi
- Responsabile commerciale: Fabio Guido Aureli
- Segreteria organizzativa: Fabio Alteri
- Segreteria settore giovanile: Andrea Citterio
- Responsabile settore giovanile: Roberto Colacone
- Responsabile attività di base: Angelo Colombo
- Responsabile infrastrutture: Paolo Facchetti
- Ufficio Marketing e social media: Francesco Bevilacqua

### Consiglio di amministrazione
- Membri di amministrazione: Adriano Galliani, Paolo Berlusconi, Danilo Pellegrino,  Leandro Cantamessa, Roberto Mazzo, Elio Lolla, Leonardo Brivio

### Staff tecnico
Dal sito internet ufficiale della società.
- Allenatore: Cristian Brocchi
- Allenatore in seconda: Alessandro Lazzarini
- Allenatore portieri: Luca Righi
- Preparatore atletico: Pietro Lietti
- Medico sociale: Dr. Paolo Santamaria
- Responsabile Sanitario: Antonino Lipari
- Fisioterapisti: Giorgio Incontri

## Rosa
Rosa e numerazione aggiornata al 28 gennaio 2020.
| N. |                       | Ruolo | Calciatore                    |
| -- | --------------------- | ----- | ----------------------------- |
| 1  | Italia (bandiera)     | P     | Eugenio Lamanna               |
| 3  | Italia (bandiera)     | D     | Armando Anastasio             |
| 4  | Italia (bandiera)     | C     | Giorgio Galli                 |
| 5  | Italia (bandiera)     | C     | Marco Fossati (vice capitano) |
| 6  | Italia (bandiera)     | D     | Giuseppe Bellusci             |
| 7  | Italia (bandiera)     | A     | Cosimo Chiricò                |
| 8  | Italia (bandiera)     | C     | Tommaso Morosini              |
| 9  | Italia (bandiera)     | A     | Andrea Brighenti              |
| 10 | Italia (bandiera)     | A     | Andrea D'Errico (capitano)    |
| 11 | Italia (bandiera)     | A     | Mattia Finotto                |
| 12 | Italia (bandiera)     | P     | Daniele Sommariva             |
| 14 | Italia (bandiera)     | A     | Nicola Rauti                  |
| 15 | Italia (bandiera)     | D     | Ivan Marconi                  |
| 16 | Portogallo (bandiera) | A     | Dany Mota                     |
| 17 | Italia (bandiera)     | C     | Nicola Mosti                  |

| N. |                   | Ruolo | Calciatore          |
| -- | ----------------- | ----- | ------------------- |
| 18 | Italia (bandiera) | C     | Andrea Palazzi      |
| 19 | Italia (bandiera) | D     | Filippo Scaglia     |
| 20 | Italia (bandiera) | C     | Simone Iocolano     |
| 21 | Italia (bandiera) | C     | Marco Armellino     |
| 22 | Italia (bandiera) | P     | Federico Del Frate  |
| 23 | Italia (bandiera) | D     | Stefano Negro       |
| 24 | Italia (bandiera) | C     | Nicola Rigoni       |
| 27 | Italia (bandiera) | D     | Gabriel Paletta     |
| 29 | Italia (bandiera) | A     | Ettore Marchi       |
| 28 | Italia (bandiera) | C     | Alessandro Di Munno |
| 30 | Italia (bandiera) | D     | Michele Franco      |
| 31 | Italia (bandiera) | D     | Mario Sampirisi     |
| 32 | Italia (bandiera) | D     | Franco Lepore       |
| 33 | Italia (bandiera) | A     | Ettore Gliozzi      |
| 35 | Italia (bandiera) | C     | Luca Lombardi       |

## Calciomercato

### Sessione estiva(dall'1/7 al 2/9)
| Acquisti | Acquisti            | Acquisti      | Acquisti      |
| R.       | Nome                | da            | Modalità      |
| -------- | ------------------- | ------------- | ------------- |
| P        | Federico Del Frate  | Borgosesia    | definitivo    |
| P        | Eugenio Lamanna     | Spezia        | definitivo    |
| D        | Armando Anastasio   | Napoli        | definitivo    |
| D        | Giuseppe Bellusci   | Palermo       | definitivo    |
| D        | Michele Franco      | Trapani       | definitivo    |
| D        | Maicol Origlio      | Giana Erminio | fine prestito |
| D        | Mario Sampirisi     | Crotone       | definitivo    |
| C        | Gianluca Barba      | Giana Erminio | fine prestito |
| C        | Alessandro Di Munno | Caronnese     | fine prestito |
| C        | Simone Iocolano     | Entella       | fine prestito |
| C        | Nicola Mosti        | Juventus      | prestito      |
| C        | Luca Palesi         | Giana Erminio | fine prestito |
| C        | Nicola Rigoni       | Chievo        | definitivo    |
| A        | Sacha Cori          | AlbinoLeffe   | fine prestito |
| A        | Mattia Finotto      | SPAL          | definitivo    |
| A        | Luca Giudici        | Giana Erminio | fine prestito |
| A        | Ettore Gliozzi      | Sassuolo      | prestito      |
| A        | Jefferson           | Giana Erminio | fine prestito |

| Cessioni | Cessioni            | Cessioni      | Cessioni       |
| R.       | Nome                | a             | Modalità       |
| -------- | ------------------- | ------------- | -------------- |
| P        | Christian Cavaliere | Milan         | fine prestito  |
| P        | Enrico Guarna       | Reggina       | definitivo     |
| P        | Luca Liverani       | Feralpisalò   | definitivo     |
| D        | Lorenzo Adorni      | Parma         | fine prestito  |
| D        | Eros De Santis      | Siena         | fine prestito  |
| D        | Maicol Origlio      | Rende         | prestito       |
| D        | Andrea Tentardini   | Teramo        | definitivo     |
| C        | Gianluca Barba      | Pontedera     | prestito       |
| C        | Enrico Bearzotti    | Verona        | fine prestito  |
| C        | Manuel Di Paola     | Entella       | fine prestito  |
| C        | Filippo Lora        | Ravenna       | prestito       |
| C        | Federico Marchesi   | Lecco         | prestito       |
| C        | Luca Palesi         | Pro Patria    | prestito       |
| C        | Matheus Paquetà     | Tombense      | fine prestito  |
| C        | Giacomo Tomaselli   | Gozzano       | prestito       |
| A        | Tommaso Ceccarelli  | Feralpisalò   | definitivo     |
| A        | Sacha Cori          | AlbinoLeffe   | definitivo     |
| A        | Luca Giudici        | Lecco         | prestito       |
| A        | Jefferson           | Monopoli      | definitivo     |
| A        | Hervé Otélé Nnanga  | Giana Erminio | prestito       |
| A        | Raffaele Palladino  |               | fine contratto |
| A        | Reginaldo           | Reggina       | definitivo     |

### Operazioni tra le due sessioni
| Acquisti | Acquisti        | Acquisti | Acquisti   |
| R.       | Nome            | da       | Modalità   |
| -------- | --------------- | -------- | ---------- |
| D        | Gabriel Paletta |          | svincolato |

| Cessioni | Cessioni | Cessioni | Cessioni |
| R.       | Nome     | a        | Modalità |
| -------- | -------- | -------- | -------- |

### Sessione invernale(dal 2/1 al 31/1)
| Acquisti | Acquisti         | Acquisti          | Acquisti   |
| R.       | Nome             | da                | Modalità   |
| -------- | ---------------- | ----------------- | ---------- |
| C        | Luca Lombardi    | Recanatese        | definitivo |
| A        | Nicola Rauti     | Torino            | prestito   |
| C        | Tommaso Morosini | Südtirol          | prestito   |
| A        | Dany Mota        | Juventus          | prestito   |
| C        | José Machin      | Parma \| prestito |            |

| Cessioni | Cessioni      | Cessioni     | Cessioni |
| R.       | Nome          | a            | Modalità |
| -------- | ------------- | ------------ | -------- |
| A        | Ettore Marchi | Juventus U23 | prestito |
| D        | Stefano Negro | Viterbese    | prestito |
| C        | Milano City   | prestito     |          |

## Risultati

### Serie C

#### Girone di andata
| Arbitro: | Panettella (Bari) |

|               |           |                        |
| Lombardoni 4’ | Marcatori | 36’ Chiricò 49’ Lepore |

| Arbitro: | Meraviglia (Pistoia) |

|                             |           |  |
| Finotto 45+1’ E. Marchi 73’ | Marcatori |  |

| Arbitro: | Cudini (Fermo) |

|  |           |             |
|  | Marcatori | 90+1’ Mosti |

| Arbitro: | Rutella (Enna) |

|               |           |  |
| Anastasio 72’ | Marcatori |  |

| Arbitro: | Natilla (Molfetta) |

|  |           |                                     |
|  | Marcatori | 18’ Anastasio 49’ Mosti 87’ Chiricò |

| Arbitro: | Zufferli (Udine) |

|  |           |                           |
|  | Marcatori | 24’ Oukhadda 81’ Cesarini |

| Arbitro: | Paterna (Teramo) |

|          |           |                                                |
| Mota 55’ | Marcatori | 8’ A. Brighenti 15’, 20’ Finotto 88’ E. Marchi |

| Arbitro: | Marchetti (Ostia Lido) |

|  |           |                                                        |
|  | Marcatori | 3’ A. Brighenti 13’ Palazzi 33’ Sampirisi 44’ D'Errico |

| Arbitro: | Cosso (Reggio Calabria) |

|            |           |  |
| Lepore 69’ | Marcatori |  |

| Arbitro: | Cascone (Nocera Inferiore) |

|                      |           |               |
| Rinaldini 50’ (rig.) | Marcatori | 89’ N. Rigoni |

| Arbitro: | Galipò (Firenze) |

|               |           |  |
| Armellino 75’ | Marcatori |  |

| Arbitro: | Perenzoni (Rovereto) |

|                            |           |                                   |
| Iocolano 13’ Armellino 42’ | Marcatori | 90+3’ Guglielmotti 90+5’ Maritato |

| Arbitro: | Gualtieri (Asti) |

|  |           |                           |
|  | Marcatori | 65’ Iocolano 78’ D'Errico |

| Arbitro: | Pascarella (Nocera Inferiore) |

|                             |           |                           |
| Iv. Marconi 3’ D'Errico 70’ | Marcatori | 13’ Conson 19’ Cardoselli |

| Arbitro: | Acanfora (Castellammare di Stabia) |

|  |           |             |
|  | Marcatori | 77’ Finotto |

| Arbitro: | Santoro (Messina) |

|                             |           |  |
| N. Rigoni 71’ Armellino 85’ | Marcatori |  |

| Arbitro: | Vigile (Cosenza) |

|  |           |                                 |
|  | Marcatori | 31’, 55’ Chiricò 63’ F. Scaglia |

| Arbitro: | Marotta (Sapri) |

|                                          |           |  |
| A. Brighenti 10’ Chiricò 37’ Gliozzi 72’ | Marcatori |  |

| Arbitro: | Marchetti (Ostia Lido) |

|                           |           |                         |
| De Cenco 70’ Risaliti 90’ | Marcatori | 16’ Chiricò 78’ Finotto |

#### Girone di ritorno
| Arbitro: | Cosso (Reggio Calabria) |

|                      |           |  |
| Fossati 18’ Mota 83’ | Marcatori |  |

| Arbitro: | Marcenaro (Genova) |

|  |           |                                     |
|  | Marcatori | 65’ Finotto 72’ Gliozzi 90+3’ Rauti |

| Arbitro: | Di Cairano (Ariano Irpino) |

|             |           |            |
| Paletta 48’ | Marcatori | 25’ Marano |

| Arbitro: | Santoro (Messina) |

|              |           |                         |
| S. Rosso 48’ | Marcatori | 12’ Fossati 22’ Gliozzi |

| Arbitro: | Rutella (Enna) |

|                                                  |           |  |
| T. Morosini 12’ Mota 18’ Mosti 45+1’ Finotto 83’ | Marcatori |  |

| Arbitro: | De Santis (Lecce) |

|                             |           |                            |
| Arrigoni 30’ D'Ambrosio 43’ | Marcatori | 4’ D'Errico 25’ F. Scaglia |

| Arbitro: | Carrione (Castellammare di Stabia) |

|             |           |                                  |
| Finotto 24’ | Marcatori | 74’ (rig.), 77’ (rig.) E. Marchi |

| Arbitro: | Natilla (Molfetta) |

|                  |           |              |
| A. Brighenti 40’ | Marcatori | 26’ L. Tassi |

| Gorgonzola 2020, ore CET 28ª giornata | AlbinoLeffe | – n.d. | Monza | Stadio comunale Città di Gorgonzola |

| Monza 2020, ore CET 29ª giornata | Monza | – n.d. | Pianese | Stadio Brianteo |

| Gozzano 2020, ore CET 30ª giornata | Gozzano | – n.d. | Monza | Stadio Alfredo d'Albertas |

| Meda 2020, ore CET 31ª giornata | Renate | – n.d. | Monza | Stadio Città di Meda |

| Monza 2020, ore CET 32ª giornata | Monza | – n.d. | Pergolettese | Stadio Brianteo |

| Carrara 2020, ore CET 33ª giornata | Carrarese | – n.d. | Monza | Stadio dei Marmi |

| Monza 2020, ore CET 34ª giornata | Monza | – n.d. | Pistoiese | Stadio Brianteo |

| Alessandria 2020, ore CET 35ª giornata | Alessandria | – n.d. | Monza | Stadio Giuseppe Moccagatta |

| Monza 2020, ore CET 36ª giornata | Monza | – n.d. | Olbia | Stadio Brianteo |

| Gorgonzola 2020, ore CET 37ª giornata | Giana Erminio | – n.d. | Monza | Stadio comunale Città di Gorgonzola |

| Monza 2020, ore CEST 38ª giornata | Monza | – n.d. | Pontedera | Stadio Brianteo |

### Coppa Italia

#### Turni eliminatori
| Arbitro: | Ricci (Firenze) |

|                              |           |  |
| Iocolano 6’ A. Brighenti 33’ | Marcatori |  |

| Arbitro: | Di Martino (Teramo) |

|                                      |           |                                           |
| Tello 51’, 83’ N. Viola 90+5’ (rig.) | Marcatori | 4’ Bellusci 17’, 88’ Finotto 49’ Iocolano |

| Arbitro: | Pasqua (Tivoli) |

|                              |           |                  |
| Vlahović 80’, 86’ Chiesa 89’ | Marcatori | 34’ A. Brighenti |

### Coppa Italia Serie C
| Arbitro: | Frascaro (Firenze) |

|                                                  |           |             |
| Gliozzi 13’ E. Marchi 15’ Mosti 36’ Iocolano 68’ | Marcatori | 33’ De Sena |

| Arbitro: | Luciani (Roma) |

|                           |           |                                    |
| E. Marchi 33’ Chiricò 44’ | Marcatori | 31’ Pedone 15’ Marcone 110’ Molnar |

## Statistiche
Statistiche aggiornate al 22 febbraio 2020.

### Statistiche di squadra
| Competizione         | Punti       | In casa | In casa | In casa | In casa | In casa | In casa | In trasferta | In trasferta | In trasferta | In trasferta | In trasferta | In trasferta | Totale | Totale | Totale | Totale | Totale | Totale | D.R. |
| Competizione         | Punti       | G       | V       | N       | P       | Gf      | Gs      | G            | V            | N            | P            | Gf           | Gs           | G      | V      | N      | P      | Gf     | Gs     | D.R. |
| -------------------- | ----------- | ------- | ------- | ------- | ------- | ------- | ------- | ------------ | ------------ | ------------ | ------------ | ------------ | ------------ | ------ | ------ | ------ | ------ | ------ | ------ | ---- |
| Serie C              | 61          | 14      | 8       | 4       | 2       | 23      | 10      | 13           | 10           | 3            | 0            | 30           | 8            | 27     | 18     | 7      | 2      | 53     | 18     | +35  |
| Coppa Italia         | Terzo turno | 1       | 1       | 0       | 0       | 2       | 0       | 2            | 1            | 0            | 1            | 5            | 6            | 3      | 2      | 0      | 1      | 7      | 6      | +1   |
| Coppa Italia Serie C | Sedicesimi  | 2       | 1       | 0       | 1       | 6       | 4       | 0            | 0            | 0            | 0            | 0            | 0            | 2      | 1      | 0      | 1      | 6      | 4      | +2   |
| Totale               | 61          | 17      | 10      | 4       | 3       | 31      | 14      | 15           | 11           | 3            | 1            | 35           | 14           | 32     | 21     | 7      | 4      | 66     | 28     | +38  |

### Andamento in campionato
| Giornata  | 1 | 2 | 3 | 4 | 5 | 6 | 7 | 8 | 9 | 10 | 11 | 12 | 13 | 14 | 15 | 16 | 17 | 18 | 19 | 20 | 21 | 22 | 23 | 24 | 25 | 26 | 27 | 28 | 29 | 30 | 31 | 32 | 33 | 34 | 35 | 36 | 37 | 38 |
| --------- | - | - | - | - | - | - | - | - | - | -- | -- | -- | -- | -- | -- | -- | -- | -- | -- | -- | -- | -- | -- | -- | -- | -- | -- | -- | -- | -- | -- | -- | -- | -- | -- | -- | -- | -- |
| Luogo     | T | C | T | C | T | C | T | T | C | T  | C  | C  | T  | C  | T  | C  | T  | C  | T  | C  | T  | C  | T  | C  | T  | C  | C  | T  | C  | T  | T  | T  | C  | T  | C  | T  | C  | T  |
| Risultato | V | V | V | V | V | P | V | V | V | N  | V  | N  | V  | N  | V  | V  | V  | V  | N  | V  | V  | N  | V  | V  | N  | P  | N  |    |    |    |    |    |    |    |    |    |    |    |
| Posizione | 7 | 3 | 1 | 1 | 1 | 1 | 1 | 1 | 1 | 1  | 1  | 1  | 1  | 1  | 1  | 1  | 1  | 1  | 1  | 1  | 1  | 1  | 1  | 1  | 1  | 1  | 1  |    |    |    |    |    |    |    |    |    |    |    |

Fonte:  Serie C - Girone A, su calcio.com.
Legenda:

Luogo: C = Casa; T = Trasferta. Risultato: V = Vittoria; N = Pareggio; P = Sconfitta.